# Galambok
Galambok község Zala vármegyében, a Nagykanizsai járásban, a Zalai-dombságban, a Zalaapáti-hát területén. A településen polgárőrség működik.

## Fekvése
Galambok Nagykanizsától 12 kilométerre északkeletre található, a 7-es főút közelében. Belterületén végighúzódik a Zalakomár-Nagykanizsa közti 7511-es út, amelybe a központjában torkollik bele kelet felől, Marcali irányából, 32 kilométer megtétele után a 6805-ös út, itt ágazik ki belőle észak felé, Zalakaros és Zalaapáti irányába a 7522-es út, illetve dél felé, Miháld irányába a 6832-es út. Közigazgatási területének legdélebbi részét érinti még a Nemesdéd-Miháld közti 6817-es út is.
Környező települések: Zalakaros, Nagyrécse, Zalasárszeg, Zalakomár.

## Története
A település első említése 1231-ből származik Golombuk néven. 1238-ban még Somogy vármegyéhez, majd 1331-ben már Zala vármegyéhez tartozott. A község fontos hadiút mellett feküdt, ezt egy 1420-ból származó oklevél említi. Az 1536-os adólajstrom szerint a település ismét Somogy vármegyéhez tartozott.

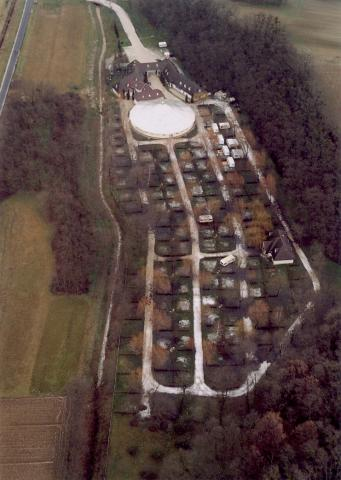
A faluban üzemelő kemping a levegőből

Az 1550-es években - miként a környező településeket is - Galambokot is feldúlta a török. A megszállás ideje alatt a falu sokat szenvedett, nem csak a török, hanem császári seregek miatt is. A falu lakossága erősen megfogyatkozott, több, mint 100 ház üresen állt. A lakosság ekkor jórészt állattenyésztésből élt. Az 1660-as években is tovább folytatódtak a megpróbáltatások. A törökök újra pusztítottak, de nem kímélték a falut a zalavári vitézek, sőt még a szentgróti kereskedők sem.
A 17. század végén javult a falu sorsa. Új tulajdonosai között a nagyszombati vörös barátok 51 házhelyet alakítottak ki szántó, rét és gyümölcsös területtel. Egy pár év múlva már nem volt puszta telek. A 18. század elején pestis pusztított a településen, de hamarosan rendbe jött a falu.
1770-ben a lakosság száma 456 fő volt, 106 családban. A malom patakja ebben az időben gyakran kiáradt, és a katonai átvonulások, összevonások is sok kárt okoztak.

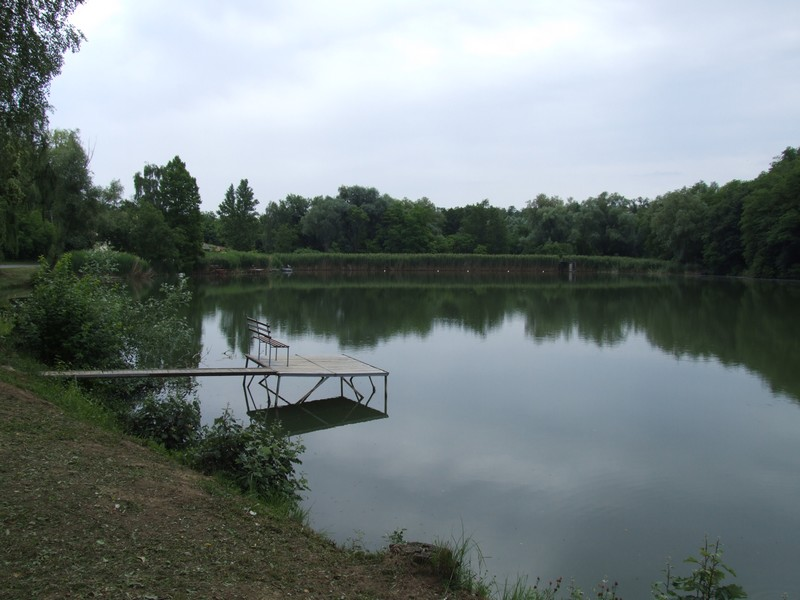
A Galamboki-tó

A 18. század végén és a 19. század elején gyorsan fejlődött a település. 1805-ben a lakosok száma már 880 fő volt, 1848-ra ez a szám már 1400 főre nőtt. A század elején kocsmaház és mészárszék is épült. A kiegyezés után is növekedett a népesség. A lakosok java része továbbra is állattenyésztéssel, főleg szarvasmarha- és lótenyésztéssel foglalkozott. A szegényebbek a környező uradalmakba jártak dolgozni.
1925-ben a katolikusoknak és a reformátusoknak is volt a településen iskolájuk. Fűrésztelep és téglagyár is működött ekkor.
1949-ben 1705 ember élt itt, majd a lélekszám csökkenni kezdett. 1998-ban 1310-en laktak a településen.
1948-ban vezették be az áramot. Galamboknak 1952-től van művelődési otthona, 1953-tól mozija. 1962-ben óvoda is létesült. Az 1960-as években öntevékeny művészeti csoportok szerepeltek itt. Az utcákat az 1950-es évek végétől kezdték kikövezni. 1969-től törpe vízmű működik a településen, 1991-től a kábeltévé. 1993-tól van vezetékes gázellátás. Ma Zalakaros közelségének (kb 3 km-re fekszik egymástól a két település) köszönhetően egyre jobban fejlődik.

## Közélete

### Polgármesterei
- 1990–1994: Kálóczi Mátyás (független)[5]
- 1994–1998: Kálóczi Mátyás (független)[6]
- 1998–2002: Kis Tóth László (független)[7]
- 2002–2006: Kiss-Tóth László Árpád (független)[8]
- 2006–2010: Kiss-Tóth László Árpád (független)[9]
- 2010–2014: Kiss-Tóth László Árpád (független)[10]
- 2014–2019: Bertók Ferenc (független)[11]
- 2019–2024: Szabó Tamás (független)[12]
- 2024– : Szabó Tamás (független)[1]

## Népesség
A település népességének változása:
| Lakosok száma | 1244 | 1273 | 1263 | 1218 | 1261 | 1266 | 1246 |
|               | 2013 | 2014 | 2015 | 2021 | 2022 | 2023 | 2024 |

A 2011-es népszámlálás idején a nemzetiségi megoszlás a következő volt: magyar 74,1%, cigány 21,22%, német 3,7%. A lakosok 70,14%-a római katolikusnak, 5,8% reformátusnak, 1,13% evangélikusnak, 7,75% felekezeten kívülinek vallotta magát (14,3% nem nyilatkozott).
2022-ben a lakosság 84,6%-a vallotta magát magyarnak, 12% cigánynak, 4,6% németnek, 0,2% románnak, 0,2% horvátnak, 0,2% szerbnek, 0,1% lengyelnek, 0,1% szlováknak, 1,8% egyéb, nem hazai nemzetiségűnek (11,9% nem nyilatkozott; a kettős identitások miatt a végösszeg nagyobb lehet 100%-nál). Vallásuk szerint 43,7% volt római katolikus, 4,4% református, 1,1% evangélikus, 0,2% görög katolikus, 0,1% ortodox, 1% egyéb keresztény, 7,7% egyéb katolikus, 5,5% felekezeten kívüli (35,7% nem válaszolt).

## Nevezetességei

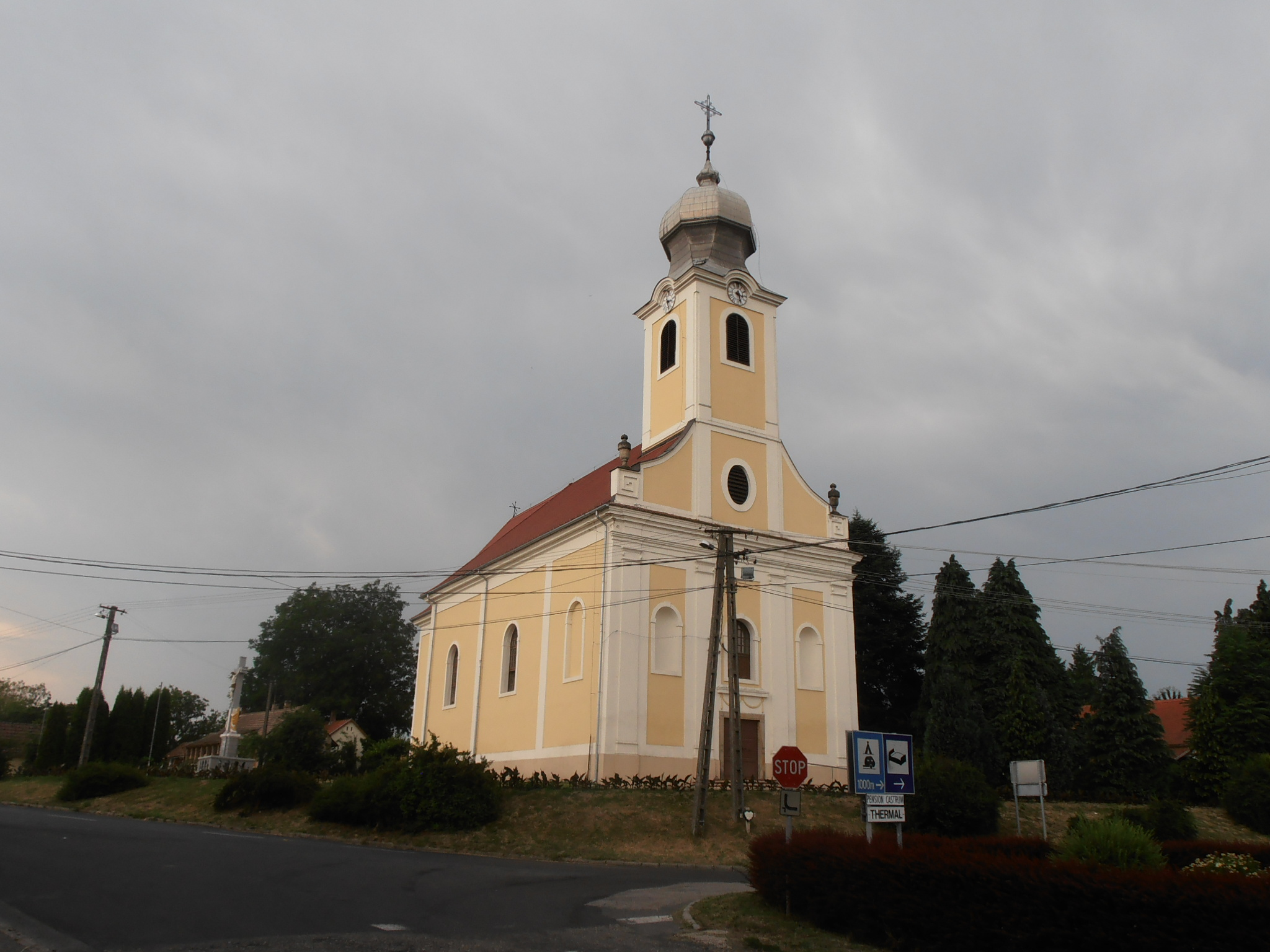
A katolikus templom

- Római katolikus templom (1801–1808, felszentelve 1809) Ifjabb Dorfmeister István képeivel (restaurálva 1980-81). A templom titulusa (címe): Urunk mennybemenetele; búcsúnapja (a megújult liturgikus rend szerint) Húsvét 7. vasárnapja.
- Kőkereszt a római katolikus templom mellett (későklasszicista, 1847)
- Római katolikus plébániaépület. A templomtól északra található (19. század eleje), azzal egy kertben. A korábbi Jáger-ház felújítva és megnagyobbítva.
- Református templom (1864)
- Tájház (épült 1840-ben, felújítva 1997-ben)
- Castrum kemping és termálfürdő
- Halastó (ponty, amur, csuka, süllő, harcsa, keszeg, kárász, balin és busa). 2020 augusztusában a nagy esőzések miatt a tó gátja átszakadt; a víz elfolyt.[15]